# Mathias Wedel
Mathias Wedel (* 10. August 1953 in Erfurt) ist Journalist und Schriftsteller. Seit 2009 ist er Chefredakteur des Eulenspiegels. Wedel war inoffizieller Mitarbeiter der DDR-Staatssicherheit.

## Leben
Wedel wurde 1986 mit der Dissertation „Zu den Funktionen von Satire im Sozialismus“ am Institut für marxistisch-leninistische Kultur- und Kunstwissenschaft bei der Akademie für Gesellschaftswissenschaften des ZK der SED promoviert. Wedel war an der Hochschule für Schauspielkunst „Ernst Busch“ Berlin als Dozent tätig und arbeitete als Vorsitzender der Beratergruppe Kabarett beim Bundesvorstand des FDGB. Neben Texten für zahlreiche Amateurkabaretts schrieb Wedel unter anderem für das Potsdamer „Kabarett am Obelisk“, dessen Direktor er Ende der 1980er Jahre für mehrere Jahre wurde.
Nach der Wende erschienen diverse satirische Bücher. Neben Büchern veröffentlichte er im Neuen Deutschland, in der jungen Welt, in der taz und der Zeitschrift Konkret. Für größere mediale Aufmerksamkeit sorgte 1994 der Text Einheitsfrust, in dem Wedel den Begriff des „OM“ („Ostdeutscher Mitläufer“) prägte. Kurz darauf berichtete die Zeitschrift Super-Illu über die mehrjährige Tätigkeit Wedels als inoffizieller Mitarbeiter des MfS (Deckname „Milan“, XVIII/1440/73). Dieser räumte eine Zusammenarbeit ein und behauptete, selbst  von der Staatssicherheit überwacht worden zu sein und dass seine sogenannte „Opferakte“ existiere.
Wedel gehörte zum Ensemble des Berliner Kabaretts „Charly M.“ (ehemals „Kartoon“).
Wedel schreibt auch unter den Pseudonymen Matti Friedrich und Atze Svoboda.

## Veröffentlichungen
- Pflaumen, die im Osten reiften. Geschichten aus der Merkelei. Berlin 2005, ISBN 3-359-01632-7
- Was wäre wenn …? Die hohe Schule des Konjunktivs. Berlin 2003, ISBN 3-933544-78-5
- Bei uns auf dem Dorfe. Berlin 2002, ISBN 3-359-01451-0
- Leinenzwang für Schwaben. Berlin 2000, ISBN 3-359-00999-1
- Wie ich meine Kinder mißbrauchte. Das Ende der Erziehung. Berlin 1997, ISBN 3-89320-007-X
- Erich währt am längsten. Die Zone muß sterben; der PDS-Wähler, das unbekannte Wesen. Berlin 1996, ISBN 3-923118-74-0
- Einheitsfrust. Berlin 1994, ISBN 3-87134-092-8
- Nicht mit Kohl auf eine Zelle! Pamphlete aus jüngerer deutscher Gegenwart. Berlin 1993, ISBN 3-320-01808-6
- Ausverkauft. Ein gutes Dutzend Kabarett-Betrachtungen. Berlin 1989
- Streitfall „Satire“. Leipzig 1988 (mit Matthias Biskupek)
- Zu den Funktionen von Satire im Sozialismus. Diss. Berlin 1986
- Genossen, der Tag hat zu wenig Stunden[7]